# Formicarius moniliger
Formicarius moniliger — вид птиц из семейства муравьеловковых. Ранее считался конспецифичным с Formicarius analis, однако их оперение и песня отличаются. Выделяют три подвида.

## Распространение
Ареал простирается от южной части Мексики до северо-запада Гондураса.

## Описание
Длина тела 17 см. Вес самцов 56,5—66,9 г, самок 59,4—67,8. У взрослых особей тёмно-коричневая макушка. Область ниже глаза чёрная.

## Биология
Питаются улитками, жуками, ящерицами, даже небольшими змеями. Пищу отыскивают на земле.

## Охранный статус
МСОП присвоил виду охранный статус LC.